# 奥热尔
奥热尔（法語：Orgères，法語發音：[ɔʁʒɛʁ] ⓘ）是法国伊勒-维莱讷省的一个市镇，位于该省中南部，属于雷恩区和雷恩都会区，其市镇面积为16.33平方公里，2022年1月1日时人口数量为5602人。
奥热尔是雷恩都会区的组成部分，是雷恩的一个卫星城。

## 行政
奥热尔的邮政编码为35230，INSEE市镇编码为35208。

## 地理

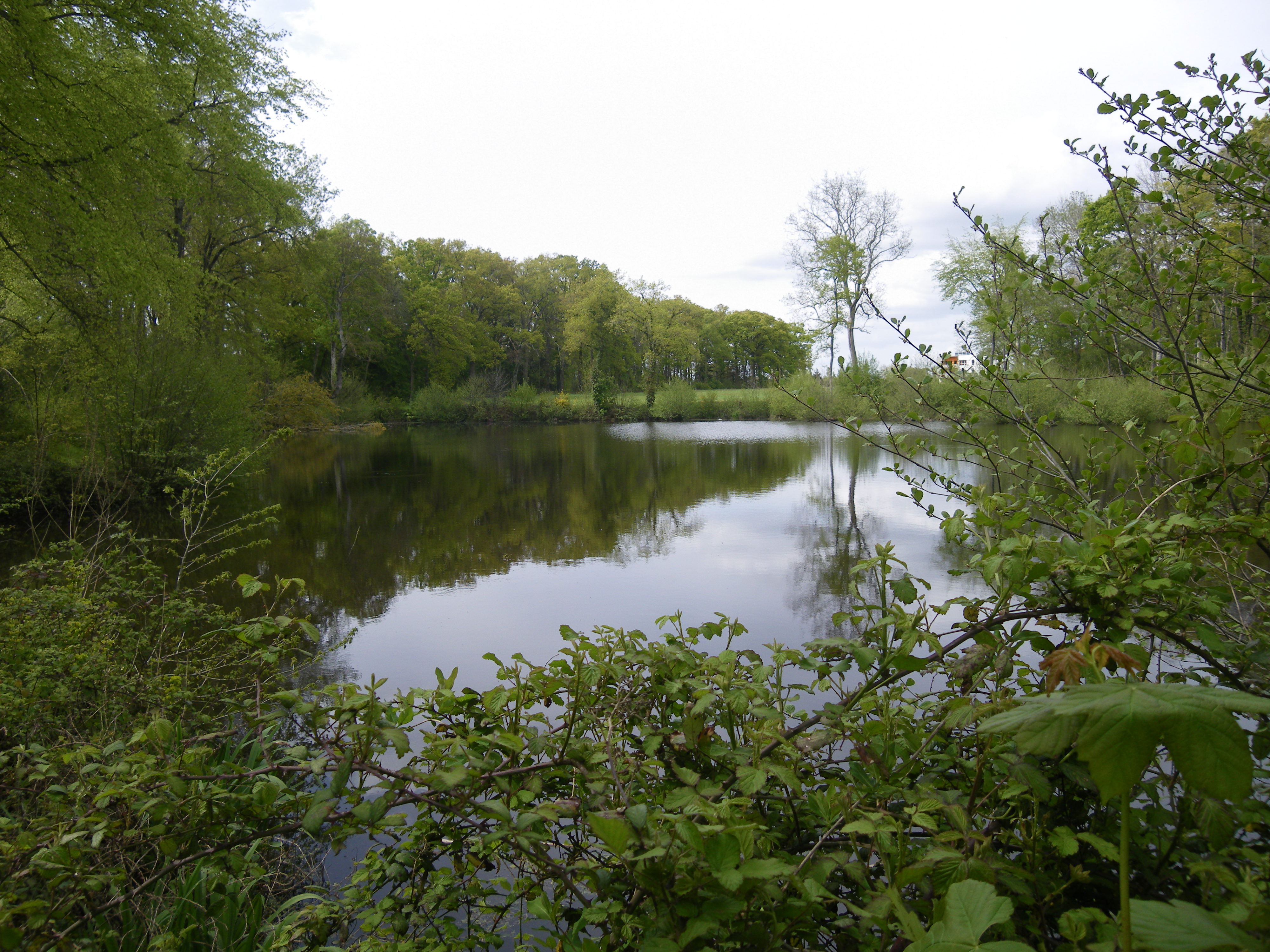
奥热尔境内的一处水塘

奥热尔（47°59'56"N, 1°40'6"W）位于法国西北部，布列塔尼大区东部和伊勒-维莱讷省中南部，距离省会雷恩大约8公里。
与奥热尔接壤的市镇包括：圣埃尔布隆、布尔巴雷、尚特卢、拉耶、蓬佩昂。
奥热尔境内地势平坦，海拔在26至111米之间。境内南部的普埃树林是当地重要的绿地。
布朗什泰溪（Ruisseau de la Blanchetais）自南转西流经境内，为维莱讷河的一条支流。
按照柯本气候分类法，奥热尔属于较为典型的温带海洋性气候，全年温差较小，降水分布均匀。

## 交通
伊勒-维莱讷省省道D39线、D41线和D286线在奥热尔境内交汇。雷恩公交74路经过奥热尔境内并设有站点。

## 政治
现任奥热尔市长为亚尼克·科绍先生（Yannick Cochaud），他是一名右翼无党派人士。

## 人口
| 年份   | 1936 | 1946 | 1954 | 1962 | 1968  | 1975  | 1982  | 1990  | 1999  | 2006  | 2007  | 2012  | 2018  |
| ------ | ---- | ---- | ---- | ---- | ----- | ----- | ----- | ----- | ----- | ----- | ----- | ----- | ----- |
| 人口數 | 926  | 941  | 886  | 911  | 1,064 | 1,708 | 2,175 | 2,537 | 2,881 | 3,514 | 3,605 | 4,059 | 4,993 |

## 友好城市
- 波蘭 Chrzypsko Wielkie